# Гохдорф (Біберах)
Гохдорф (нім. Hochdorf) — громада в Німеччині, знаходиться в землі Баден-Вюртемберг. Підпорядковується адміністративному округу Тюбінген. Входить до складу району Біберах.
Площа — 23,77 км2. Населення становить 2360 ос. (станом на 31 грудня 2020).